# Teen Wolf (5.ª temporada)
A quinta temporada de Teen Wolf, série americana de drama sobrenatural desenvolvida por Jeff Davis baseada no filme de 1985 com o mesmo nome foi renovada oficialmente pela MTV em 24 de julho de 2014 e estreou em 29 de junho de 2015. A temporada contou com 20 episódios sendo duas partes de 10 episódios cada. A primeira parte estreou em 29 de Junho de 2015. A segunda parte da temporada, teve sua estreia em 5 de janeiro de 2016.

## Sinopse
Na véspera do primeiro dia de aulas do último ano escolar do ensino médio, Scott e seus amigos enfrentam a possibilidade de um futuro sem os outros, uma próxima fase da vida deles que pode levá-los para caminhos diferentes, apesar de suas melhores intenções. Mal sabem eles que forças externas já estão conspirando para dividir o grupo antes mesmo da formatura.
Na parte 1, o grupo precisa enfrentar com os Médicos do Medo, que estão criando híbridos sobrenaturais de forma artificial.
E depois, Scott e os seus amigos ainda precisam enfrentam o monstro ressuscitado pelos Médicos do Medo: a francesa Besta de Gévaudan, que é se revela tendo uma história muito ligada à família Argent.

## Elenco e personagens

### Elenco regular
| Intérprete       | Personagem                    | Episódios |
| ---------------- | ----------------------------- | --------- |
| Tyler Posey      | Scott McCall                  | 20        |
| Dylan O'Brien    | Mieczyslaw "Stiles" Stilinski | 20        |
| Holland Roden    | Lydia Martin                  | 20        |
| Shelley Hennig   | Malia Tate                    | 20        |
| Dylan Sprayberry | Liam Dunbar                   | 19        |
| Arden Cho        | Kira Yukimura                 | 17        |

### Elenco recorrente
| - Linden Ashby como Xerife Noah Stilinski - Melissa Ponzio como Melissa McCall - Ryan Kelley como Jordan Parrish - J.R. Bourne como Chris Argent - Seth Gilliam como Dr. Alan Deaton - Cody Christian como Theodore "Theo" Raeken (18 episódios) - Meagan Tandy como Braeden - Susan Walters como Natalie Martin - Tamlyn Tomita como Noshiko Yukimura - Khylin Rhambo como Mason Hewitt - Tom T. Choi como Ken Yukimura - Michael Hogan como Gerard Argent - Maya Eshet como Meredith Walker - Marisol Nichols como Corinne, A Loba do Deserto | - Todd Stashwick como Henry Tate - Benita Robledo como Valerie Clarke - Michelle Clunie como Sra. Finch - Clayton Froning como Enfermeiro Schrader - Mandy Levin como Enfermeira Cross - Steven Brand como Dr. Gabriel Valack - Cody Saintgnue como Brett Talbot - Victoria Moroles como Hayden Romero - Ashton Moio como Donovan Donati - Jordan Fisher como Noah Patrick - Kelsey Chow como Tracy Stewart (11 episódios) - Michael Johnston como Corey Bryant - Henry Zaga como Josh Diaz - Todd Williams como Dr. Geyer - Aaron Thornton como Policial Strauss |

### Elenco convidado
| - Orny Adams como Bobby Finstock - Max Carver como Aiden (1 episódio) - Michael Lynch como Slaugh - Steele Gagnon como Scott McCall (criança) - Anthony Lapenna como Stiles Stilinski (criança) - Gabriel Hogan como Belasko - Joey Honsa como Cláudia Stilinski (1 episódio) - Marcy Goldman como Lorraine Martin - Nadia Buer como Stephanie - Claire Bryétt Andrew como Sydney - Lexi Ainsworth como Beth - Gideon Emery como Deucalion - Makenna James como Irmã de Theo | - Crystal Reed como Marie-Jeanne Valet Argent (1 episódio) - Gilles Marini como Sebastien Valet (3 episódios) - Lachlan Buchanan como Henri Argent - Salvator Xuereb como Sr. Stewart - John Posey como Dr. Fenris - Eddie Ramos como Lucas (1 episódio) - Walberty Phelipe como Nick - Peter Katona como Vadim - Ben Stillwell como Zach - Lily Bleu Andrew como Lori Talbot |

## Produção
A série foi renovada oficialmente pela MTV para a quinta temporada durante a San Diego Comic-Con em 24 de julho de 2014, onde também foi anunciado que a temporada seria composta por 20 episódios, dividido em duas partes de 10 episódios. No entanto, ao contrário da terceira temporada, os vinte episódios contam com o mesmo arco da história.
Em 11 de setembro de 2014, a atriz Holland Roden revelou que: "você vai ter que entrar em sintonia com a quinta temporada para ver se estamos todos de volta ou não. Isso é apenas a realidade... É uma espécie de um lance de quem vai ou não voltar para a quinta temporada, mas alguém não vai voltar". O ator Tyler Hoechlin foi o principal membro do elenco principal que deixou a série.
Em 27 de dezembro de 2014, o criador da série Jeff Davis publicou uma foto no Instagram da primeira página do roteiro do primeiro episódio da quinta temporada, escrito por ele mesmo e intitulado "Creatures of the Night" em inglês, uma referência ao álbum "Creatures of the Night" da banda Kiss.
Em janeiro de 2015, Teen Wolf lançou um concurso onde os fãs puderam entrar com seus projetos de criaturas sobrenaturais originais no Tumblr usando a tag #TWCreatureFeature com o vencedor tendo a oportunidade de ver sua criatura na primeira parte quinta temporada. O concurso terminou 04 de fevereiro de 2015 e o vencedor foi anunciado em 09 de março de 2015. O desenho vencedor foi introduzido nos primeiros episódios da 5ª temporada, com o nome Slaugh, a criatura pode supostamente "comer as almas dos inocentes. Ele pode também deixar uma parte da sua alma dentro dos corpos de suas vítimas", como foi revelado. Em 9 de maio de 2015, foi anunciado que Slaugh seria interpretado pelo ator Michael Lynch.
As filmagens da primeira parte se iniciaram em fevereiro de 2015 na cidade de Los Angeles na Califórnia. Tiveram uma pausa em 24 de agosto de 2015. Após algumas semanas retornaram, e tiveram toda temporada concluída em 20 de dezembro de 2015.
Em 10 de fevereiro de 2015, o ator Cody Christian foi escalado como Theo Raeken, descrito como "um lobo solitário que é atraído para a cidade em busca de uma matilha. Ele é descrito como atlético e encantador ainda secreto, e embora possa parecer que o garoto é novo na cidade, seu passado pode sugerir o contrário"
Em 07 de março de 2015, o comediante e ator Orny Adams revelou em uma convenção de Teen Wolf que ele não voltaria para a quinta temporada devido a conflitos de agenda.
Em 11 de março, foi anunciado que o ator Tyler Hoechlin (que interpretou Derek Hale nas quatro primeiras temporadas) deixaria o elenco regular, para se dedicar a trabalhos no cinema. Também foi anunciado que ator Dylan Sprayberry (intérprete de Liam Dunbar) iria se juntar ao elenco regular na temporada.
A primeira parte da temporada estreou em 29 de junho de 2015, tendo seu segundo episódio exibido no dia seguinte e voltando a ser exibida semanalmente a partir do terceiro. O último episódio da 5A foi ao ar em 26 de agosto de 2015.
A segunda parte da temporada, a 5B, estreou em um novo dia da semana e nova hora, terça-feira, 5 de janeiro de 2016 às 22:00 (UTC−5). E com sua conclusão, e de toda a temporada, em 8 de março de 2016.
Em 9 de julho de 2015, a série foi renovada para a sua sexta temporada durante a San Diego Comic-Con na Califórnia. Quanto ao número de episódios, a MTV já confirmou que serão 20, que serão divididos em duas partes, igual a terceira e a quinta temporada, mas contando duas historias, dois arcos, assim como a terceira temporada.
Em 11 de novembro, 2015, o criador e produtor executivo da série, o Jeff Davis confirmou que Orny Adams voltaria na segunda parte da 5ª temporada
.
A atriz estadunidense Crystal Reed retorna para a série para fazer uma participação especial  no episódio que vai ao ar, nos Estados Unidos, no dia 23 de fevereiro de 2016, e que leva o título original em inglês de "Maid of Gevaudan". O episódio 18º da quinta temporada será um flashback e vai contar a origem da aterrorizante francesa Besta de Gévaudan. A personagem de Reed é a "Marie-Jeanne Valet", progenitora da família Argent, e o episódio será ambientado no século 18 na França.

## Episódios
| Parte 1 |    |                             |                  |                                 |                         |      |
| 61 | 1  | "Creatures of the Night"    | Russell Mulcahy  | Jeff Davis                      | 29 de junho de 2015     | 1.53 |
| Scott, Stiles, Lydia, Kira e Malia se preparam para dar início ao último ano do ensino médio. O xerife Stilinski é ameaçado por um adolescente delinquente chamado Donovan Donati. Kira volta para Beacon Hills depois de passar o verão em Nova York. Stiles e Malia estão continuando sua busca pela mãe biológica de Malia, a "Loba do Deserto", enquanto Stiles está lutando com o medo de perder seus amigos da escola quando todos forem para a faculdade. Um lobisomem mutante estranho chamado "Belasko" caça Scott pela cidade, pretendendo roubar seu poder de alfa. Scott e Kira são capazes de lutar contra Belasko com a ajuda de outro lobisomem beta, que se apresenta como Theo, um velho amigo de Scott e Stiles. Theo diz que ele voltou para Beacon Hills para se juntar ao bando de Scott. Belasko foge após ser derrotado e vai ao encontro de seus l, os Médicos do Medo, e acaba sendo morto pelo seu líder, o Cirurgião. Em uma visão do futuro, Lydia está sendo presa na Eichen House; sendo questionada pelo Dr. Valack, e diz que todos os seus amigos em perigo. |    |                             |                  |                                 |                         |      |
| 62 | 2  | "Parasomnia"                | Tim Andrew       | Jeff Davis                      | 30 de junho de 2015     | 1.18 |
| O veterinário Drº Deaton informa a Scott que as garras de Belasko eram na verdade as garras de uma águia harpia e adverte que alguém pode estar tentando mudar as regras de seu mundo sobrenatural. Stiles investiga Theo, pois ele está convencido de que Theo não é do bem. Liam revela sua verdadeira natureza de lobisomem beta para seu melhor amigo Mason, e lhe fala sobre o mundo sobrenatural. Lydia e Parrish tentam ajudar uma garota chamada Tracy, que tem sofrido de alucinações e terrores noturnos. Tracy mais tarde vaga para o covil dos Médicos do Medo, que lhe injetam um soro que transforma Tracy em uma quimera lobisomem-kanima. |    |                             |                  |                                 |                         |      |
| 63 | 3  | "Dreamcatchers"             | Russell Mulcahy  | Talia Gonzalez & Bisanne Masoud | 6 de julho de 2015      | 1.38 |
| Tracy inicia uma série de assassinatos, e acaba brutalmente assassinando seu pai e seu psiquiatra. Liam, Mason e Brett descobrem que Tracy foi enterrada viva nos bosques e cavou seu próprio caminho para fora do chão. Lydia e Kira descobrem que Tracy ainda está presa em um terror noturno e pensa que ainda está dormindo. Scott, Stiles e Malia levam Tracy para Deaton na clínica veterinária, onde Tracy cresce uma cauda e revela-se um lobisomem-kanima. Ela paralisa Scott, Stiles, Deaton e Malia e escapa, rompendo uma barreira de cinzas de montanha com facilidade. Tracy então vai atrás da mãe de Lydia na delegacia; Durante a luta, Kira desencadeia os seus poderes kitsune-trovão e consegue cortar a cauda de Tracy, mas Lydia acaba gravemente ferida. Malia chega e consegue para Tracy, mas os Médicos do Medo imediatamente aparecem e matam Tracy na frente de Malia. |    |                             |                  |                                 |                         |      |
| 64 | 4  | "Condition Terminal"        | Bronwen Hughes   | Jeff Davis & Ian Stokes         | 13 de julho de 2015     | 1.01 |
| Em um flashback, Parrish conta a Lydia sobre um sonho onde ele leva um corpo morto para o Nemeton antes de se incendiar. Os Médicos do Medo sequestram Donovan e o transformam em uma criatura sobrenatural. Lydia passa por uma cirurgia no hospital e pede a Parrish que lhe ensine como lutar. Deaton informa Scott que Belasko era um lobisomem Garuda híbrido, enquanto Tracy era uma híbrida de lobisomem e kanima. Ambos foram feitos artificialmente, explicando por que Tracy era imune a cinzas de montanha, alguém está criando criaturas sobrenaturais híbridas artificiais. Liam vai a uma festa com Mason na boate “Sinema” e acaba discutindo com uma garota chamada Hayden Romero, enquanto outra quimera, chamada Lucas, tenta seduzir Mason. Scott, Kira, Liam e Brett conseguem parar Lucas antes que ele mate alguém. Kira fala em japonês e perde o controle e tenta matar Lucas, mas Scott a detém. Os Médicos aparecem e matam Lucas, afirmando que ele foi um fracasso. Malia descobre um livro no quarto de Tracy chamado "Os Médicos do Medo". Parrish em transe leva o corpo de Lucas para o Nemeton e o incendeia. Em outro lugar, Stiles é atacado por Donovan, que foi totalmente transformado em uma quimera.                                                         |    |                             |                  |                                 |                         |      |
| 65 | 5  | "A Novel Approach"          | Tim Andrew       | Angela L. Harvey                | 20 de julho de 2015     | 1.26 |
| Donovan, que se revela como uma quimera de wendigo e lamprey, persegue Stiles na biblioteca da escola, onde Stiles acidentalmente o mata em legítima defesa. Parrish rouba os corpos de Tracy e Donovan, e os leva para o bosque em outro transe. Scott ouve Kira sussurrando em japonês em seu sono. Malia mostra o livro que ela encontrou para os outros, e Scott descobre que ele é dedicado ao Dr. Valack, um preso de três olhos em Eichen House. Scott, Kira, Stiles e Lydia vão para Eichen House. Stiles e Lydia questionam Valack, que revela que escreveu o livro sob um nome suposto para narrar o que aconteceu na última vez em que os Médicos do Medo chegaram a Beacon Hills. A energia elétrica de Kira desvanece-se, derrubando a energia do local, e interrompendo as correntes eletromagnéticas que fazem parte de seu sistema de segurança sobrenatural. Os Médicos entram na Eichen House, atacam Valack e removem cirurgicamente o seu terceiro olho. Malia tem um flashback enquanto dirigindo com Theo, e descobre que o Lobo do Deserto causou o acidente de carro que matou sua mãe adotiva e irmã caçula adotiva. Um Valack ferido usa uma gravação do grito do banshee de Lydia para quebrar a parede de vidro de sua prisão na Eichen House.                           |    |                             |                  |                                 |                         |      |
| 66 | 6  | "Required Reading"          | Alice Troughton  | Jeff Davis & Ian Stokes         | 27 de julho de 2015     | 1.14 |
| O xerife Stilinski descobre oito grandes buracos no campo de lacrosse, sugerindo que os Dread Doctors criaram oito novas quimeras. Parrish começa a ensinar Lydia a lutar. Liam tenta fazer as coisas para Hayden. O grupo começa a ler o livro de Valack, mas Kira tem dificuldade em lê-lo. Mason mais tarde explica a Kira que é porque as kitsunes são confundidos por "truques de linguagem". Theo registra o sussurro em japonês de Kira em seu sono, e mais tarde informa a Scott que o que ela tem dito se traduz em "Eu sou o mensageiro da morte". Scott tem um ataque de asma na escola, e Liam o ajuda. Um dos novos quimeras, um menino chamado Josh Diaz (uma quimera de enguia), entra no porão da escola, e mastiga as linhas de energia elétrica, antes de fazer o seu caminho para o telhado do hospital. Scott, Stiles e Lydia experimentam visões traumáticas por causa de sua exposição ao livro. Liam descobre que Hayden é uma quimera. No hospital, Scott e Malia são atacados pelo patologista, um dos doutores, mas conseguem escapar. Enquanto isso, Stiles vai para o telhado do hospital durante uma alucinação. Josh, a nova quimera, ataca Stiles, mas Theo o resgata e mata Josh.                                                                                    |    |                             |                  |                                 |                         |      |
| 67 | 7  | "Strange Frequencies"       | Russell Mulcahy  | Angela L. Harvey                | 3 de agosto de 2015     | 1.09 |
| Theo convence Stiles para ajudá-lo a esconder a verdade sobre a morte de Josh. Hayden é atacado pelos Médicos, mas Liam a resgata e a leva para casa. No entanto, a Hayden então se transforma em um híbrido de lobisomem-jaguar, e recebe ajuda de Scott, Stiles e Liam. Mason faz amizade com Corey, o ex-namorado de Lucas, e descobre que Corey também é uma quimera de camaleão. A Noshiko (mãe de Kira), a adverte que a "raposa interior" de Kira está lutando por seu controle. Melissa McCall e o xerife Stilinski descobrem que as quimeras já haviam recebido transplantes de órgãos. Theo e Stiles acertam a clínica veterinária para descobrir quem está roubando as quimeras mortas. Scott, Lydia, Malia, Liam e Parrish montaram uma armadilha na escola, planejando proteger Hayden e capturar um dos médicos. Kira desaparece de sua casa. Enquanto isso, Parrish desliza em outro transe depois de ver uma alucinação de Lydia. Ele vai para a clínica veterinária, bate Stiles e Theo inconsciente, e rouba o corpo de Josh. Os doutores entram na High School, subjugam Scott, Lydia e Malia usando ilusões, e sequestram Liam e Hayden. Melissa encontra uma menina quimera morta em sua casa, que foi empalada pela katana de Kira.                                            |    |                             |                  |                                 |                         |      |
| 68 | 8  | "Ouroboros"                 | David Daniel     | Will Wallace                    | 10 de agosto de 2015    | 1.10 |
| Deaton investiga os Médicos, mas é confrontado pelo Lobo do Deserto. Kira é presa pelo assassinato da menina quimera, mas seu pai confessa o crime para protegê-la. Os Médicos do Medo começam a experimentar Liam e Hayden. Scott acessa as memórias de Corey e descobre que os Médicos o levaram para os túneis da estação de tratamento de água da cidade. Liam e Hayden encontram outra quimera com asas amputadas. Zach explica que os médicos matam suas quimeras falhadas quando começam a sangrar mercúrio. Scott, Malia e Mason vão até a estação de tratamento de água para resgatar Liam e Hayden, mas falham. Theo e Lydia descobrem com ajuda de Corey, que Liam e Hayden estão sendo mantidos na casa abandonada onde Belasko apareceu pela primeira vez. Kira consegue ler o livro de Valack e descobre que os Médicos do Medo experimentaram nela na noite em que Kira retornou para a cidade após voltar de Nova York. No hospital, Parrish entra em outro transe e rouba o corpo da quimera feminina. Kira decide deixar Beacon Hills com sua família até que ela possa entender o que os Médicos do Medo lhe fizeram. Stiles e Lydia descobrem que Parrish é a pessoa roubando os corpos.                                                                                         |    |                             |                  |                                 |                         |      |
| 69 | 9  | "Lies of Omission"          | Tim Andrew       | Eric Wallace                    | 17 de agosto de 2015    | 1.10 |
| Scott luta com o retorno de sua asma. Theo pede aos Médicos do Medo que deixem Hayden viva, por que ela como uma quimera lobisomem-jaguar é mais forte e rápida que os outros. Na escola, Hayden começa a sangrar mercúrio e pede para que Liam não diga a ninguém, enquanto Corey começa a vomitar sangue e mercúrio e é levado para o hospital. Theo diz a Scott que Stiles assassinou Donovan, deixando de fora que estava em legítima defesa. Corey tenta escapar do hospital, mas ele é encontrado e morto pelo cirurgião. Lydia e Parrish encontram o Nemeton, onde Parrish deixou as quimeras mortas. Parrish está horrorizado, e diz a Lydia que em seu sonho, havia centenas de corpos. Theo encontra-se com o xerife Stilinski, alegando que matou Donovan em legítima defesa. Liam e Hayden decidem sair da cidade em fuga, mas eles são confrontados pelos Médicos do Medo. Scott, Theo e Liam lutam contra eles, enquanto o terceiro Doutor injeta Hayden. Parrish se prende numa cela na delegacia. Scott confronta Stiles na clínica veterinária, e eles brigam verbalmente por Stiles “assassinado propositalmente” o Donovan. A condição de Hayden começa a piorar rapidamente. Liam pede para Scott morder Hayden, esperando que isso pode curar ela, mas Scott se recusa a fazer. |    |                             |                  |                                 |                         |      |
| 70 | 10 | "Status Asthmaticus"        | Russell Mulcahy  | Jeff Davis & Ian Stokes         | 24 de agosto de 2015    | 0.96 |
| Scott argumenta que Hayden não aguentaria a mordida. A enfermeira Melissa ajuda a tratar Hayden. Lydia descobre no bestiário que Parrish é um Hellhound, dito como o “guardião” do sobrenatural. Theo bloqueia Malia no hospital. O xerife Stilinski é sequestrado e ferido. Scott vai para a escola, onde Theo o aprisiona com cinzas de montanha e revela que ele foi a primeira quimera de lobisomem-coiote feita com quase sucesso pelos Médicos. Scott descobre que Theo estava o envenenando, ao colocar acônito em seu inalador de asma. Malia escapa, mas é atacada por uma quimera. No entanto, Braeden resgata-a e avisa-a do Lobo do Deserto. Theo confronta Stiles e revela seu plano para criar uma alcateia de vilões. Scott e Liam entram em briga física, com o envenenamento de Scott com acônito e sua relutância em matar Liam torná-lo desfavorecido, mas Mason aparece e faz Liam ficar calmo. Theo mata Scott, no entanto, Melissa é capaz de reanimá-lo. Theo acessa as memórias de Lydia e a leva para o Nemeton, onde injeta Tracy, Corey, Josh e Hayden para revivê-los como sua alcateia de quimeras. Os Médicos descobrem uma pintura que mostra a batalha entre um Hellhound e uma outra criatura.                                                                      |    |                             |                  |                                 |                         |      |
| Parte 2 |    |                             |                  |                                 |                         |      |
| 71 | 11 | "The Last Chimera"          | Russell Mulcahy  | Jeff Davis                      | 5 de janeiro de 2016    | 1.11 |
| Parrish experimenta uma visão, que o leva a procurar Lydia; e ele a descobre na floresta em um estado catatônico. Stiles confronta Scott, exigindo saber o que aconteceu com seu pai. Após uma breve discussão, Stiles encontra-se com Theo. Stiles e Scott deduzem que o pai de Stiles foi atacado por outra quimera, Noah Patrick, que também está sendo caçada pelos Dread Doctors. A mãe de Lydia assina papéis para transferir Lydia para Eichen House, devido ao seu estado abalado e catatônico. A alcateia MacCall encontra Noé e é confrontado pelos Médicos do Medo, mas Chris Argent os ajuda a escapar. Stiles descobre que seu pai foi envenenado pelos “ossos-de-espinho” de Noé. Esta informação é transmitida a Melissa, que informa o médico formado por Harvard, o Drº Geyer (padrasto de Liam Dunbar) para remover um pedaço de osso-espinho venenoso de Noé do corpo do xerife Stilinski, e o salva. Em um flashforward, Lydia experimenta uma visão onde vê a irmã de Theo sem seu coração, e descobre que no passado, os Dread Doctors transplantaram o coração a Theo para fazer-lhe a primeira quimera. Theo rapta Lydia, mas Parrish aparece em sua forma de Cão do Inferno.                                                                                                |    |                             |                  |                                 |                         |      |
| 72 | 12 | "Damnatio Memoriae"         | Tim Andrew       | Brian Sieve                     | 12 de janeiro de 2016   | 0.93 |
| Hayden e Liam são atacados por uma criatura maciça e sombria, que Scott mais tarde identifica como a última quimera dos Médicos do Medo. Scott e Stiles se reconciliam e começam a investigar a criatura, enquanto Theo treina a sua recém-adiquirida alcateia de quimeras. Malia e Braeden descobrem que o Lobo do Deserto está a caminho de Beacon Hills com o veterinário Drº Deaton como refém. Lydia tem um sonho de a também banshee Meredith, que promete ensiná-la a controlar os seus poderes de banshee. Scott e Stiles deduzem que o monstro é uma antiga criatura sobrenatural que foi recriada pelos Dread Doctors, e decide que eles precisam reunir a sua alcateia (de Scott) para terem mais forças. Chris visita Gerard, e o cura usando uma planta estranha amarela, e interroga-o sobre a última quimera. Gerard revela que a criatura é a Besta de Gévaudan. Kira e sua mãe Noshiko estão em Shiprock no Novo México. Lá, é onde Kira (a kitsune-trovão) e a Noshiko (a kitsune-celesial) são confrontados por um trio de Skinwalkers. |    |                             |                  |                                 |                         |      |
| 73 | 13 | "Codominance"               | Jennifer Lynch   | Will Wallace                    | 19 de janeiro de 2016   | 0.92 |
| Theo e Tracy são confrontados pelos Médicos do Medo e pela Besta de Gévaudan, depois que Theo revela que os Médicos estão tentando ajudar a Besta a se lembrar de seu passado e liberar todo o seu poder. Enquanto isso, os Skinwalkers informam Kira e Noshiko que pretendem testar Kira para ver se ela pode aprender o controle a kitsune-trovão; se não, os Skinwalkers vão transforma Kira em uma Skinwalker. Scott rejeita a ajuda de Liam, e recebe dicas de Stiles. Scott e Stiles saem para buscar Kira e vão de jipe até Shiprock, e Stiles revela o que realmente aconteceu na luta contra Donovan. Meredith continua ensinando a Lydia como usar os poderes de banshee. O teste de Kira começa, e os Skinwalkers convocam um Oni para Kira lutar; entretanto, a raposa interna de Kira toma o controle dela e destrói o Oni, fazendo Kira falhar no teste. Os Skinwalkers tentam forçar Kira a ficar no Shiprock para aprender a ter controle, mas Scott e Stiles chegam a tempo de resgatar Kira e Noshiko. Liam e Mason dizem a Scott que aprenderam que Theo está tentando encontrar um Alpha cego, e Scott percebe que Theo está procurando Deucalion. |    |                             |                  |                                 |                         |      |
| 74 | 14 | "The Sword and the Spirit"  | Kate Eastridge   | Angela L. Harvey                | 26 de janeiro de 2016   | 0.92 |
| Chris e Gerard encontram cadáveres nos esgotos, vítimas da Besta. Scott e Liam descobrem a guarida subterrânea dos Médicos, onde se encontram com Chris e Gerard e descobrem uma pintura na toca do Doutor que descreve uma batalha entre a Besta e um Hellhound. Gerard e Chris ajudam Parrish a descobrir a sua verdadeira natureza. Malia, Braeden e Theo localizam o Lobo do Deserto e encontram Deaton, mas Theo entrega Malia para o Lobo do Deserto em troca das garras de Belasko. O Lobo do Deserto revela que ela quer matar Malia porque ela perdeu parte de seu poder de coiote quando deu à luz Malia, e pretende reabsorver esse poder. A Besta aparece e ataca; Malia, Braeden e Deaton escapar, e o Lobo do Deserto fica longe. Lydia ganha controle sobre seus poderes de banshee e tenta escapar de Eichen House, mas falha. Theo e seu grupo de quimeras capturaram Deucalion, agora cego novamente; Ele deduz que Theo quer a sua ajuda em roubar os poderes da Besta de Gévaudan, e exige os olhos de Scott em troca. Scott reúne a sua alcateia e começam a planejar o resgate de Lydia da Eichen House. |    |                             |                  |                                 |                         |      |
| 75 | 15 | "Amplification"             | Russell Mulcahy  | Lindsay Jewett Sturman          | 2 de fevereiro de 2016  | 0.97 |
| A Besta de Gévaudan está em fúria por Beacon Hills; Parrish tenta pará-lo como Hellhound, mas é derrotado. Deaton adverte Scott e Stiles de que se a Dra. Valack tiver perfurado um buraco no crânio de Lydia para amplificar seus poderes de banshee terá terríveis consequências. Scott e a sua alcateia criam um plano para tirar Lydia da Eichen House. Scott, Stiles e Liam se infiltram na Eichen House; Malia e Kira entram na sala elétrica do local, e Kira usa seus poderes de kitsune-trovão para absorver a eletricidade da Eichen House e forçar a reiniciação de segurança. Deucalion informa Hayden que Theo quer usar as garras de Belasko para absorver o poder da Besta, mas as garras o matarão se Theo as usar. Scott e Liam levam Stiles até a ala fechada do local, onde as criaturas sobrenaturais não podem entrar devido à proteção com cinzas de montanha. Stiles chega a Lydia, para descobrir que Valack já realizou a trepanação, e se esconde quando Valack chega. Theo e a sua alcateia de quimeras (Tracy, Josh e Corey) invadem a Eichen House e usam Lydia para atrair o Hellhound. Eichen House entra em travamento de emergência, prendendo todos dentro. |    |                             |                  |                                 |                         |      |
| 76 | 16 | "Lie Ability"               | Russell Mulcahy  | Eric Wallace                    | 9 de fevereiro de 2016  | 0.89 |
| Parrish facilmente domina Tracy, Josh e Corey, mas Theo o incapacita empalando-o. Valack escapa com Lydia, e Stiles e Theo os perseguem. Scott e Liam encontram Meredith, que “diz” que Parrish pode encontrar Lydia. A eletricidade de Kira começa a sobrecarregar, mas Josh a ajuda absorvendo a eletricidade; em troca, Malia ajuda absorver parte da dor de Corey, que foi gravemente queimado por Parrish. Valack planeja aumentar o poder de Lydia, para que ela possa descobrir a verdadeira identidade da Besta de Gévaudan, e revela que ele pretende colocar um capacete Dread Doctor em Lydia. Entretanto, Lydia perde o controle e desencadeia um grito que mata Valack. Scott e Liam ajudam a transformar Parrish no Hellhound. Stiles e Theo resgatam Lydia, enquanto Parrish abre caminho para Scott e Liam conseguir passar e encontrar Theo, Stiles e Lydia. Lydia começa a desencadear outro grito, mas Parrish abafa o grito e salva os outros. Na rua, Mason e Hayden conseguem tirar a Eichen House do travamento de segurança, e a alcateia MacCall e a alcateia de quimeras conseguem escapar. Scott e Stiles levam Lydia para o Drº Deaton na clínica veterinária, que a cura Lydia com uma pomada de visco.                                                                 |    |                             |                  |                                 |                         |      |
| 77 | 17 | "A Credible Threat"         | Tim Andrew       | Jeff Davis                      | 16 de fevereiro de 2016 | 0.97 |
| Parrish luta contra a Besta na escola, mas perde, como a Besta está ficando mais inteligente. Mason deduz que os Médicos do Medo estão usando sinais de rádio de alta frequência para disparar as mudanças da besta, e o grupo cogita que a Besta pode ser convocada no jogo beneficente do lacrosse contra Devenford Prep. Scott e Stiles encontram Bobby Finstock na clínica de reabilitação, e tentam convence-lo a treinar o jogo, planejando ter ele perder o jogo. Mas, Finstock se recusa a fazer e o jogo começa. Brett diz a Scott que sua irmã Lori está ajudando. Com a ajuda de Chris, Gerard e Lydia, Parrish é capaz de acessar seu lado Hellhound; o Hellhound informa a Lydia que possuía Parrish quando ele morreu desarmando uma bomba no Afeganistão. No jogo, Kira perde o controle e machuca vários jogadores, antes de ser expulsa. Kira ataca Lori e Scott, até que Scott a para. Mason e Corey procuram a forma humana da Besta no ônibus da Devenford. Malia desativa as antenas, mas ela é interrompida pelo Lobo do Deserto, e a transmissão de notícias recomeça. A Besta aparece, e ataca Liam, antes de criar um tumulto na escola. |    |                             |                  |                                 |                         |      |
| 78 | 18 | "Maid of Gevaudan"          | Joseph P. Genier | Jeff Davis                      | 23 de fevereiro de 2016 | 0.76 |
| Parrish sai da cidade, acreditando ser perigoso. Chris e Gerard contam a Lydia a história de Marie-Jeanne Valet, a primeira caçadora de lobisomens e a mulher que matou a Besta de Gévaudan. Com a ajuda de seus aliados, incluindo um homem chamado Henri Argent, ela caçou e matou a Besta, que revelou ser seu irmão Sebastien Valet. Marie-Jeanne casou mais tarde Henri e tomou seu sobrenome; e assim eles passaram a iniciar os caçadores Argent. Gerard sugere que Lydia pode ser capaz de matar a Besta, mas ela insiste que eles precisam Parrish e sai para encontrá-lo. Scott encontra com a Besta de Gévaudan. Enquanto Stiles e Hayden tentam curar Liam. Scott luta contra a Besta na biblioteca da escola, depois de se transformar na frente de numerosos alunos, e está perdendo até Stiles, Liam, Malia e Braeden chegarem. Os quatro conseguem expulsar a Besta da escola, e Scott segue seu cheiro até um carro onde eles encontram um par de tênis ensanguentados. Mason aparece e revela que é o carro dele, e Scott e Liam percebem que Mason é a forma humana da Besta. Antes que alguém possa fazer qualquer coisa, Corey aparece e sequestra Mason. |    |                             |                  |                                 |                         |      |
| 79 | 19 | "The Beast of Beacon Hills" | Tim Andrew       | Eric Wallac                     | 1 de março de 2016      | 0.91 |
| Mason é sequestrado pelos Dread Doctors. Lydia e o xerife Stilinski convencem Parrish a permanecer na cidade e a lutar contra a Besta. Deucalion revela que poderia ter escapado de Theo a qualquer momento. Theo mata Josh e absorve o seu poder, permitindo que use o capacete Dread Doctor para conhecer a identidade da Besta; mas ele, não vê Mason. Scott, Liam e Theo se juntam e encontram Mason no porão dos Médicos, mas os três são encurralados pelos Médicos. Malia e Braeden são confrontados pelo Lobo do Deserto na casa de Scott; o Lobo do Deserto passa a barreira das cinzas das montanhas (aberta pela quimera de lobisomem-kanima Tracy), mas Braeden recria a barreira e aprisiona o Lobo do Deserto com Malia. Kira retorna ao Shiprock e pede ajuda aos Skinwalkers, para ajudar os amigos na luta contra a Besta e reconstruir a katana que o seu pai destruiu. Os Médicos superam Scott, Liam e Theo, mas Mason, naturalmente, se transforma na Besta. A Besta mata dois dos Médicos do Medo, antes que Parrish, Chris e Gerard cheguem e se juntem à luta. A Besta volta à forma humana, mas transforma-se em Sebastien Valet, em vez de Mason. |    |                             |                  |                                 |                         |      |
| 80 | 20 | "Apotheosis"                | Russell Mulcahy  | Jeff Davis                      | 8 de março de 2016      | 0.80 |
| Sebastien procura a espada de cana do cirurgião, que Gerard revela era a lança usada contra a primeira besta. Na verdade, o cirurgião era Marcel, amigo de Sebastien. Theo mata Tracy e toma o seu poder. Sebastien visita a delegacia, e machuca Lydia e Hayden. Deaton pensa que uma parte de Mason ainda está dentro de Sebastien, e que Lydia é a resposta para salvá-lo. Deucalion revela para Theo que estava com Scott. Malia usa as garras de Belasko para tirar o resto de poder do Lobo do Deserto. Parrish, Chris, Scott e Liam lutam com Sebastien, mas estão perdendo, até Kira retornar e trazer Lydia para a Besta; Lydia grita o nome de Mason, separando Mason da Besta. Parrish segura a Besta e Scott conclui. Theo ataca Scott, mas Kira abre um buraco no chão e convoca a irmã morta de Theo, que o arrasta para o buraco. Depois, Scott transforma Hayden em lobisomem beta, Stiles decide se tornar um policial, e Kira decide ir para Shiprock, ficar com as Skinwalkers e ganhar controle a sua parte kitsune-trovão. É revelado que o teste final dos Médicos do Medo: um lobisomem Alpha-Nazista escapou do porão dos Médicos do Medo. |    |                             |                  |                                 |                         |      |